# 拜倫·伯恩斯坦
拜倫·丹尼爾·伯恩斯坦（英語：Byron Daniel Bernstein，1989年5月8日—2020年7月2日），以網路暱稱Reckful著名，是一名以色列美國籍Twitch實況主播以及職業電競選手。Reckful因為他在線上遊戲《魔獸世界》和《Asheron's Call》的種種成就而出名。

## 個人生活
拜倫·丹尼爾·伯恩斯坦出生於猶太家庭，雙親為伊塔瑪·伯恩斯坦（英語：Itamar Bernstein）與茱迪·伯恩斯坦（英語：Judith Bernstein）。他有兩個哥哥，分別名為蓋伊（英語：Guy）與蓋瑞（英語：Gary）；蓋伊，最年長的哥哥，在拜倫六歲時自殺離世。拜倫表示這件事對他的人生有重大的影響，也是他受憂鬱症所苦的緣由之一。
拜倫於2020年7月2日在美國德州奧斯丁住處自殺身亡，享年31歲。在那不久前，拜倫在Twitter上公開向當時的女友Becca求婚。Becca後來表示在她看到求婚訊息以前，拜倫就已離世。

## 生涯
Reckful是一名天賦異稟的《魔獸世界》玩家，他以遊戲內職業「盜賊」和他創新的遊玩方法出名。Reckful在以非主流玩法成功達到《魔獸世界》排行榜的前0.1%後便漸漸出名，該階級在遊戲中被稱作「鬥士」。Reckful在多次賽季中連續達到鬥士階級，更是全球首位達到3,000積分的玩家。Reckful曾參加數次《魔獸世界》電競比賽，並在2010年於MLG舉辦的《魔獸世界》聯賽中奪得冠軍。
Reckful在《魔獸世界》影片分享網站WarcraftMovies上發表過一部熱門的影片，《Reckful 3 （页面存档备份，存于）》。這部影片在上線後一周內便達到一百萬點閱次數。這部影片在玩家的票選下贏得WarcraftMovies的頂尖遊戲技術比賽。2012年，Reckful成為遊戲滑鼠公司Feenix的開發者、行動主管與概念設計師。2012年10月，Reckful創立自己的YouTube頻道，並於11月上傳該頻道首支影片，《Reckful 5 stack Taste for Blood （页面存档备份，存于）》。
2017年，Reckful在《The Gazette Review》的前十富有遊戲實況主播排名第四。聲稱具有150萬美元的身價，當時他的實況觀看人數最高可達5萬人。
Reckful也曾經玩過撲克，並參加2016年Unibet倫敦公開賽事，但非常快就遭到淘汰。2017年11月，Reckful參加PokerGO贊助的慈善賽事，該賽事最後則由itsHafu取得勝利。
2018年5月，Reckful開始播出Podcast《Tea Time with Byron》，以遊戲與實況界的名人訪談為主要內容，來賓包含Pokimane與西洋棋手中村光。該Podcast播出一共六集，最後一集於2020年3月31日播出。
在離世之前，Reckful原本正與他的團隊開發一款大型多人線上遊戲，名為《Everland》。
2020年8月，暴雪娛樂與其《魔獸世界》開發團隊為了紀念離世的Reckful，在遊戲中放入一名NPC，並以Reckful這個暱稱命名，該NPC也是Reckful的職業「盜賊」的訓練師。這名NPC被放置在遊戲內景點「聖光大教堂」，《魔獸世界》的玩家們常以此景點作為集結紀念離世玩家的地點。

## 線下賽事成就

### 《魔獸世界》
- 2009 MLG達拉斯賽事，季軍[26]
- 2009 MLG奧蘭多賽事，亞軍[27]
- 2010 MLG哥倫布賽事，亞軍[28]
- 2010 MLG華盛頓特區賽事，冠軍[29]

### 《爐石戰記》
- 2013 旅店老闆邀請賽，季軍[30]

## 外部連結
- Reckful的X（前Twitter）
- YouTube上的Reckful頻道
- Reckful的Twitch频道